# نيفين سبينس
نيفين سبينس (بالإنجليزية: Nevin Spence)‏ هو لاعب اتحاد الرغبي بريطاني، ولد في 26 أبريل 1990 في ليسبورن في المملكة المتحدة، وتوفي في 15 سبتمبر 2012 في أيرلندا الشمالية في المملكة المتحدة.

## وصلات خارجية
- نيفين سبينس عل موقع إسبنسكروم (الإنجليزية)
- نيفين سبينس على موقع ItsRugby.co.uk (الإنجليزية)